# Сивоглав гълъб
Сивоглавият гълъб (Leptotila plumbeiceps) е вид птица от семейство Гълъбови (Columbidae).

## Разпространение и местообитание
Разпространен е в Белиз, Гватемала, Колумбия, Коста Рика, Мексико, Никарагуа, Панама и Хондурас.